# Desjardins
Desjardins – jedna z trzech dzielnic miasta Lévis.
Podzielona jest na 3 poddzielnice:
- Lévis
- Pintendre
- Saint-Joseph-de-la-Pointe-De Lévy